# Agrypon chivense
Agrypon chivense là một loài tò vò trong họ Ichneumonidae.